# 北海道道493号奥瀬戸瀬瀬戸瀬停車場線

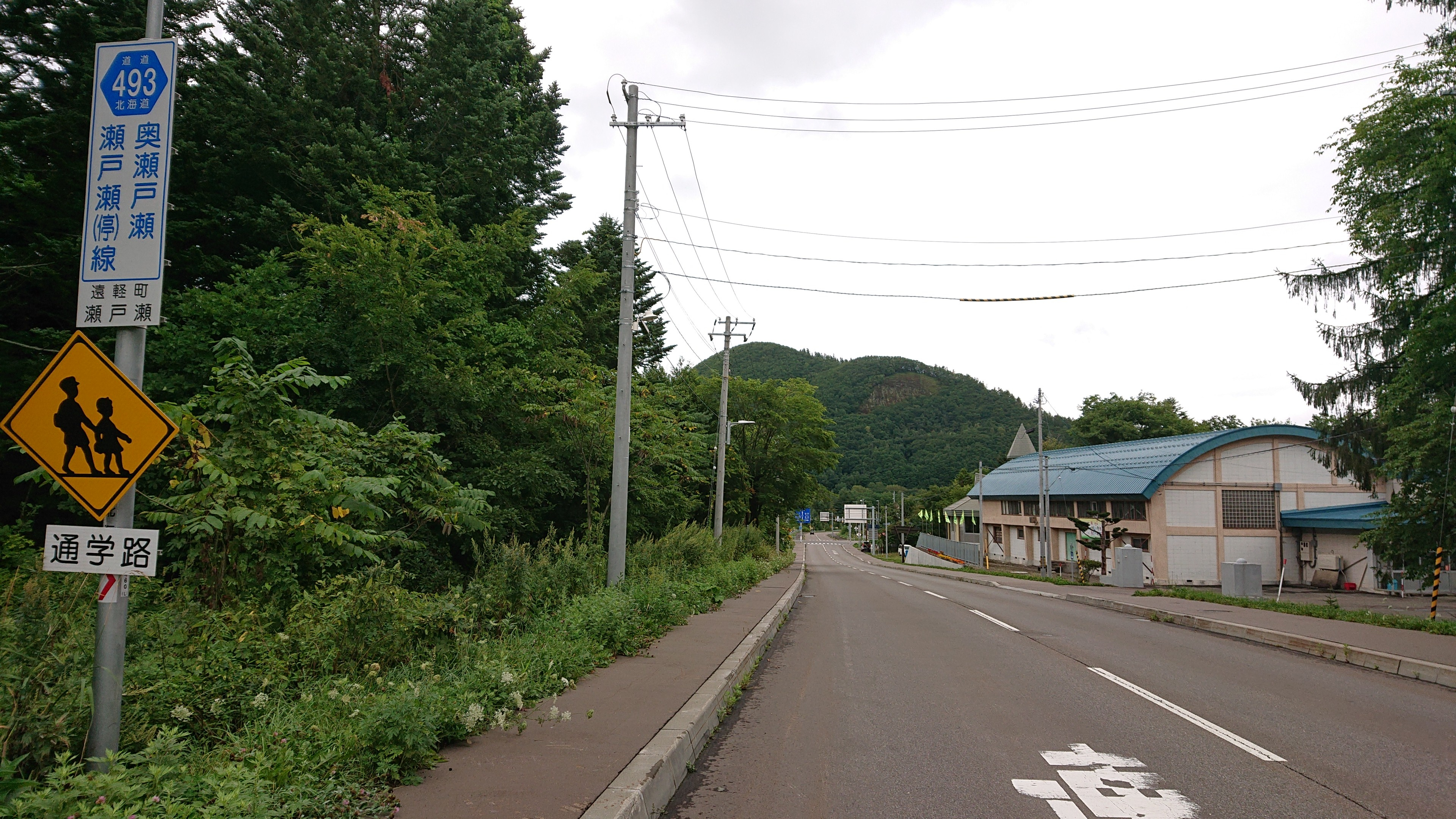
北海道道493号奥瀬戸瀬瀬戸瀬停車場線（遠軽町瀬戸瀬）

北海道道493号奥瀬戸瀬瀬戸瀬停車場線（ほっかいどうどう493ごう おくせとせせとせていしゃじょうせん）は、北海道紋別郡遠軽町内を結ぶ一般道道（北海道道）である。

## 概要

### 路線データ
- 起点：北海道紋別郡遠軽町湯の里（北海道道592号湯里生田原停車場線交点）
- 終点：北海道紋別郡遠軽町瀬戸瀬西町（JR北海道 石北本線 瀬戸瀬駅）
- 路線延長：8.2 km

## 歴史
- 1965年（昭和40年）3月26日 路線認定[1]。

## 路線状況

### 重複区間
- 遠軽町瀬戸瀬東町 - 遠軽町西町（国道333号）
- 遠軽町瀬戸瀬東町 - 終点（北海道道711号社名淵瀬戸瀬停車場線）

## 地理

### 通過する自治体
- オホーツク総合振興局
  - 紋別郡遠軽町

### 交差する道路
遠軽町
- 北海道道592号湯里生田原停車場線 - 湯の里（起点）
- 旭川紋別自動車道遠軽瀬戸瀬IC - 瀬戸瀬東町
- 国道333号 - 瀬戸瀬東町、西町（重複）
- 北海道道711号社名淵瀬戸瀬停車場線 - 瀬戸瀬東町（重複）

### 沿線にある施設など
遠軽町
- 瀬戸瀬温泉
- 遠軽町立瀬戸瀬小学校 - 瀬戸瀬東町
- 瀬戸瀬郵便局 - 瀬戸瀬西町
- JR北海道 石北本線 瀬戸瀬駅 - 瀬戸瀬西町